# Sant’Angelo a Nilo (Nápoly)
A Sant’Angelo a Nilo egy templom Nápoly belvárosában. Ismertebb nevén Cappella Brancaccio, ugyanis itt található a város talán leghíresebb szobra, a Donatello által alkotott Brancaccio kardinális síremléke. A templom építését 1385-ben rendelte el Rinaldo Brancaccio kardinális, mai formáját viszont az 1709-es Angelo Guglielmelli által vezetett újjáépítés során nyerte el. Belsejét XVII. századi márványborítás díszíti. Az oltárkép (Szent Mihály arkangyal) Marco Pino műve (1573). A templom fő látványossága a síremlék a főoltártól jobbra látható. 1426 és 1428 között faragta Pisában Donatello valamint társai Michelozzo és Lapo Portigiani. Nápolyba tengeri úton érkezett meg. A reneszánsz jegyében készült síremléken a Mennybemenetel ábrázolása látható. A templomhoz csatlakozó palotában nyitotta meg a kardinális Nápoly első nyilvános könyvtárát, a mai II. Viktor Emmánuel Nemzeti Könyvtár elődjét.